# Élections sénatoriales de 2023 dans le Nord
Les élections sénatoriales dans le Nord ont lieu le dimanche 24 septembre 2023. Elles ont pour but d'élire les onze sénateurs représentant le département au Sénat pour un mandat de six années.

## Sénateurs sortants
| Sénateur | Sénateur                | Parti | Groupe    | Fonctions lors de l'élection en 2017                     |
| -------- | ----------------------- | ----- | --------- | -------------------------------------------------------- |
|          | Éric Bocquet            | PCF   | CRCE      | Sénateur sortant, maire de Marquillies                   |
|          | Michelle Gréaume        | PCF   | CRCE      | Maire d'Onnaing                                          |
|          | Patrick Kanner          | PS    | SER       | Conseiller départemental                                 |
|          | Martine Filleul         | PS    | SER       | Conseillère départementale                               |
|          | Frédéric Marchand       | RE    | RDPI      | Conseiller départemental, maire d'Hellemmes-Lille        |
|          | Jean-Pierre Decool      | DVD   | app. LIRT |                                                          |
|          | Dany Wattebled          | DVD   | LIRT      | Conseiller départemental, maire de Lesquin               |
|          | Valérie Létard          | UDI   | UC        | Sénatrice sortante, vice-présidente du conseil régional  |
|          | Olivier Henno           | UDI   | UC        | Conseiller départemental, maire de Saint-André-lez-Lille |
|          | Marc-Philippe Daubresse | LR    | REP       | Maire de Lambersart                                      |
|          | Brigitte Lherbier       | LR    | REP       | Conseillère régionale, adjointe au maire de Tourcoing    |

## Présentation des listes et des candidats
16 listes de candidats sont officiellement déposées,,.

### Liste Rassemblement national conduite par Joshua Hochart
| N° | Candidats | Candidats          | Parti | Nuance | Principales fonctions                                          |
| -- | --------- | ------------------ | ----- | ------ | -------------------------------------------------------------- |
| 01 |           | Joshua Hochart     | RN    | RN     | Conseiller municipal de Denain                                 |
| 02 |           | Mélanie Disdier    | RN    | RN     | Conseillère régionale, conseillère municipale de Caudry        |
| 03 |           | Joël Wilmotte      | RN    | RN     | Conseiller municipal d'Hautmont                                |
| 04 |           | Caroline Mouflin   | RN    | RN     | Conseillère municipale de la Gorgue                            |
| 05 |           | Adrien Nave        | RN    | RN     | Conseiller régional, conseiller municipal de Saint-Pol-Sur-Mer |
| 06 |           | Sandra Delannoy    | RN    | RN     | Conseillère régionale                                          |
| 07 |           | Guillaume Florquin | RN    | RN     | Conseiller municipal de Saint-Amand-les-Eaux                   |
| 08 |           | Daisy Delattre     | RN    | RN     | Conseillère municipale de Somain                               |
| 09 |           | Valentin Duthoit   | RN    | RN     | Conseiller municipal de Houplin-Ancoisne                       |
| 10 |           | Virginie Fenain    | RN    | RN     | Conseillère régionale                                          |
| 11 |           | Jimmy Masson       | RN    | RN     | Conseiller municipal d'Estaires                                |
|    |           |                    |       |        |                                                                |
| 12 |           | Patricia Plancke   | RN    | RN     | Conseillère régionale, conseillère municipale de Provin        |
| 13 |           | Pierre Nisol       | RN    | RN     | Conseiller municipal de Aulnoy-lez-Valenciennes                |

### Liste Divers gauche conduite par Martine Filleul
| N° |  | Candidats              | Parti | Nuance | Principales fonctions                       |
| -- |  | ---------------------- | ----- | ------ | ------------------------------------------- |
| 01 |  | Martine Filleul        |       | DVG    | Sénatrice sortante                          |
| 02 |  | Pascal Chabot          |       | DVG    | Maire d'Aibes                               |
| 03 |  | Majorie Mahieux        |       | DVG    | Maire d’Assevent                            |
| 04 |  | Jérôme Méli            |       | DVG    | Maire de Walincourt-Selvigny                |
| 05 |  | Sadia Pamart           | PRG   |        | Conseillère municipale de Roubaix           |
| 06 |  | Francis Noblecourt     | PS    | SOC    | Maire de Masnières                          |
| 07 |  | Marie Simati           |       | DVG    | Conseillère municipale de Saint-Pol-sur-Mer |
| 08 |  | Jean-Francois Delattre | PS    | SOC    | Maire d'Haspres                             |
| 09 |  | Viviane Desmarchelier  |       | DVG    | Maire d’Eppe-Sauvage                        |
| 10 |  | Alexis Duconseil       |       | DVG    | Adjoint au maire de Courchelettes           |
| 11 |  | Arlette Dupilet        |       | DVG    | Maire de Fenain                             |
|    |  |                        |       |        |                                             |
| 12 |  | Romain Merville        | PS    | DVG    | Adjoint au maire de Douchy les Mines        |
| 13 |  | Annie Couvreur         |       | DVG    |                                             |

### Liste Parti socialiste conduite par Patrick Kanner
| N° | Candidats | Candidats              | Parti | Nuance | Principales fonctions                         |
| -- | --------- | ---------------------- | ----- | ------ | --------------------------------------------- |
| 01 |           | Patrick Kanner         | PS    | SOC    | Sénateur sortant                              |
| 02 |           | Audrey Linkenheld      | PS    | SOC    | Adjointe au maire de Lille                    |
| 03 |           | Bertrand Ringot        | PS    | SOC    | Conseiller départemental, maire de Gravelines |
| 04 |           | Danielle Mametz        |       | DVG    | Maire de Boëseghem                            |
| 05 |           | Pierre-Michel Bernard  |       | DVG    | Conseiller départemental, maire d'Anzin       |
| 06 |           | Sophie Vilette         | PS    | SOC    | Conseillère municipale de Maubeuge            |
| 07 |           | Frédéric Chéreau       | PS    | SOC    | Maire de Douai                                |
| 08 |           | Sandrine Gombert       | PS    | SOC    | Conseillère régionale, maire de Petite-Forêt  |
| 09 |           | Georges Flamengt       |       | DVG    | Maire de Saint-Python                         |
| 10 |           | Monique Lesne-Settiaux |       | DVG    | Maire de Maretz                               |
| 11 |           | Bernard Haesebroeck    | PS    | SOC    | Maire d'Armentières                           |
|    |           |                        |       |        |                                               |
| 12 |           | Frédérique Plaisant    | PS    | SOC    | Adjointe au maire de Dunkerque                |
| 13 |           | François Erlem         | PS    | SOC    | Maire de Landrecies                           |

### Liste Divers droite conduite par Marie-Hélène Quatrebœufs
| N° | Candidats | Candidats                | Parti | Nuance | Principales fonctions                                         |
| -- | --------- | ------------------------ | ----- | ------ | ------------------------------------------------------------- |
| 01 |           | Marie-Hélène Quatrebœufs | UDI   | UDI    | Conseillère départementale, conseillère municipale de Faumont |
| 02 |           | Thierry Lazaro           | LR    | LR     | Maire de Phalempin                                            |
| 03 |           | Firdaouce Mater          |       | DVD    | Adjointe au maire de Valenciennes                             |
| 04 |           | Nicolas Le Neindre       |       | DVD    | Adjoint au maire de Lomme                                     |
| 05 |           | Caroline Pluss           |       | DVD    | Adjointe au maire de Phalempin                                |
| 06 |           | Bernard Jumaucourt       |       | DVD    | Adjoint au maire de Beaucamps-Ligny                           |
| 07 |           | Nadine Mortelette        |       | DVD    | Maire d'Anhiers                                               |
| 08 |           | Ali Mehiaoui             |       | DVD    |                                                               |
| 09 |           | Isabelle Werquin         |       | DVD    |                                                               |
| 10 |           | Didier Legrand           |       | DVD    |                                                               |
| 11 |           | Marie-Thérèse Bourgois   |       | DVD    |                                                               |
|    |           |                          |       |        |                                                               |
| 12 |           | Christophe Carpentier    |       | DVD    |                                                               |
| 13 |           | Véronique Wilpote        |       | DVD    |                                                               |

### Liste Écologiste conduite par Céline Scavennec
| N° | Candidats | Candidats               | Parti | Nuance | Principales fonctions                     |
| -- | --------- | ----------------------- | ----- | ------ | ----------------------------------------- |
| 01 |           | Céline Scavennec        | EELV  | VEC    | Conseillère départementale                |
| 02 |           | Luc Van Inghelandt      |       | DVG    | Maire de Boeschepe                        |
| 03 |           | Vinciane Faber          | EELV  | VEC    | Maire de Louvil                           |
| 04 |           | Jacky Duminy            |       | DVG    | Maire d'Ors                               |
| 05 |           | Stéphanie Stiernon      | EELV  | VEC    | Adjointe au maire de Douai                |
| 06 |           | Jérémie Crepel          | EELV  | VEC    | Conseiller municipal de Lille             |
| 07 |           | Karima Chouia           | EELV  | VEC    | Conseillère municipale de Hem             |
| 08 |           | Christophe Vanhersecker | EELV  | VEC    | Conseiller municipal de Trith-Saint-Léger |
| 09 |           | Nathalie Bernard        | G·s   | DVG    |                                           |
| 10 |           | Josseran Floch          | G·s   | DVG    | Conseiller municipal de Dunkerque         |
| 11 |           | Elisabeth Gruson        |       | DVG    | Conseillère municipale au Quesnoy         |
|    |           |                         |       |        |                                           |
| 12 |           | Xavier Bonnet           | GE    | DVG    | Conseiller municipal de Lille             |
| 13 |           | Karima Delli            | EELV  | VEC    | Députée européenne, conseillère régionale |

### Liste Divers droite conduite par Olivier Henno
| N° | Candidats | Candidats          | Parti | Nuance | Principales fonctions                                                            |
| -- | --------- | ------------------ | ----- | ------ | -------------------------------------------------------------------------------- |
| 01 |           | Olivier Henno      | UDI   | UDI    | Sénateur sortant                                                                 |
| 02 |           | Nathalie Drobinoha | LR    | LR     | Conseillère régionale, adjointe au maire de Cambrai                              |
| 03 |           | Stéphane Wilmotte  | LR    | LR     | Maire d'Hautmont                                                                 |
| 04 |           | Aurore Colson      |       | DVD    | Conseillère régionale, adjointe au maire de Valenciennes                         |
| 05 |           | Jérémy Lenoir      |       | DVD    | Adjoint au maire de Nieppe                                                       |
| 06 |           | Sandrine Delsalle  |       | DVD    | Adjointe au maire de Mouvaux                                                     |
| 07 |           | André-Luc Dubois   |       | DVD    | Maire de Don                                                                     |
| 08 |           | Marie-Josée Déprez |       | DVD    | Maire de Clary                                                                   |
| 09 |           | Antoine Badidi     |       | DVD    | Maire d'Avesnelles                                                               |
| 10 |           | Sylvie Minne       |       | DVD    | Adjointe au maire de Wasquehal                                                   |
| 11 |           | Pierre Delzenne    |       | DVD    | Conseiller municipal de Bondues                                                  |
|    |           |                    |       |        |                                                                                  |
| 12 |           | Florence Bariseau  |       | DVD    | Vice-présidente du conseil régional, conseillère municipale de Villeneuve-d'Ascq |
| 13 |           | Arnaud Decagny     | UDI   | UDI    | Vice-président du conseil régional, maire de Maubeuge                            |

### Liste Divers droite conduite par Guislain Cambier
| N° | Candidats | Candidats                | Parti | Nuance | Principales fonctions                                             |
| -- | --------- | ------------------------ | ----- | ------ | ----------------------------------------------------------------- |
| 01 |           | Guislain Cambier         | UDI   | UDI    | Vice-président du conseil régional, maire de Potelle              |
| 02 |           | Anne Voituriez           |       | DVD    | Maire de Loos                                                     |
| 03 |           | Jean-Paul Fontaine       | UDI   | UDI    | Conseiller régional, maire de Lallaing                            |
| 04 |           | Sylvie Clerc             |       | DVD    | Conseillère départementale, adjointe au maire du Cateau-Cambrésis |
| 05 |           | Frédéric Minard          | UDI   | UDI    | Adjoint au maire de Roubaix                                       |
| 06 |           | Anne Vanpeene            |       | DVD    | Conseillère départementale, maire de Winnezeele                   |
| 07 |           | Grégory Lelong           | UDI   | UDI    | Maire de Condé-sur-l'Escaut                                       |
| 08 |           | Marie-Laurence Fauchille |       | DVD    | Conseillère départementale                                        |
| 9  |           | Patrick Dehen            |       | DVD    | Maire de Soire-le-Château                                         |
| 10 |           | Carine Gau               |       | DVD    | Adjointe au maire d'Orchies                                       |
| 11 |           | Jacques Richard          |       | DVD    | Maire de Gouzeaucourt                                             |
|    |           |                          |       |        |                                                                   |
| 12 |           | Monique Evrard           |       | DVD    | Conseillère départementale, adjointe au maire de La Gorgue        |
| 13 |           | Jean-Michel Michalak     | UDI   | UDI    | Conseiller régional, maire de Sars-et-Rosières                    |

### Liste Parti communiste français conduite par Éric Bocquet
| N° | Candidats | Candidats              | Parti | Nuance | Principales fonctions                                            |
| -- | --------- | ---------------------- | ----- | ------ | ---------------------------------------------------------------- |
| 01 |           | Éric Bocquet           | PCF   | COM    | Sénateur sortant                                                 |
| 02 |           | Michelle Gréaume       | PCF   | COM    | Sénatrice sortante, conseillère départementale                   |
| 03 |           | Alexandre Basquin      | PCF   | COM    | Maire d'Avesnes-les-Aubert                                       |
| 04 |           | Maryline Lucas         | PCF   | COM    | Conseillère départementale, maire de Guesnain                    |
| 05 |           | Étienne Dumoulin       |       | DVG    | Maire d'Anstaing                                                 |
| 06 |           | Agnès Denys            | PCF   | COM    | Conseillère départementale, adjointe au maire d'Aulnoye-Aymeries |
| 07 |           | Charles Lemoine        | PCF   | COM    | Maire de Roeulx                                                  |
| 08 |           | Sylvie Larivière-Coton |       | DVG    | Adjointe au maire de Loffre                                      |
| 09 |           | André Desmedt          | PCF   | COM    | Maire d'Hasnon                                                   |
| 10 |           | Delphine Castelli      | PCF   | COM    | Adjointe au maire de Dunkerque                                   |
| 11 |           | Arnaud Beauquel        | PCF   | COM    | Adjoint au maire de Jeumont                                      |
|    |           |                        |       |        |                                                                  |
| 12 |           | Isabelle Choain        | PCF   | COM    | Conseillère départementale, maire de Prouvy                      |
| 13 |           | Valentin Martin        | PCF   | COM    | Adjoint au maire de Lille                                        |

### Liste Divers droite conduite par Jean Meurisse
| N° | Candidats | Candidats            | Parti | Nuance | Principales fonctions                                                            |
| -- | --------- | -------------------- | ----- | ------ | -------------------------------------------------------------------------------- |
| 01 |           | Jean Meurisse        | RES   | DVD    | Ancien adjoint au maire de Wasquehal et ancien conseiller municipal de Wasquehal |
| 02 |           | Fabienne De Vlieger  | RES   | DVD    |                                                                                  |
| 03 |           | Jean-Lin Plancke     | RES   | DVD    | Ancien conseiller municipal de Wormhout                                          |
| 04 |           | Sylvie Bacout        | RES   | DVD    |                                                                                  |
| 05 |           | Aymeric Fuseau       | RES   | DVD    |                                                                                  |
| 06 |           | Marie-France Delarue | RES   | DVD    |                                                                                  |
| 07 |           | Stephane Nollet      | RES   | DVD    |                                                                                  |
| 08 |           | Katty Viaene         | RES   | DVD    |                                                                                  |
| 09 |           | Ludovic Lussiez      | RES   | DVD    | Conseiller municipal de Grand-Fayt                                               |
| 10 |           | Annie Dovergne       | RES   | DVD    |                                                                                  |
| 11 |           | Gwenael Mouthuy      | RES   | DVD    |                                                                                  |
|    |           |                      |       |        |                                                                                  |
| 12 |           | Sandrine Prouvost    | RES   | DVD    | Ancienne conseillère municipale de Neuville-en-Ferrain                           |
| 13 |           | Simon Blondeel       | RES   | DVD    |                                                                                  |

### Liste Divers droite conduite par Franck Dhersin
| N° | Candidats | Candidats           | Parti | Nuance | Principales fonctions                                                     |
| -- | --------- | ------------------- | ----- | ------ | ------------------------------------------------------------------------- |
| 01 |           | Franck Dhersin      | HOR   | HOR    | Vice-président du conseil régional, maire de Téteghem-Coudekerque-Village |
| 02 |           | Isabelle Mariage    | HOR   | HOR    | Adjointe au maire de Tourcoing                                            |
| 03 |           | Frédéric Lefebvre   | MoDem | MDM    | Adjoint au maire de Roubaix                                               |
| 04 |           | Brigiette Leduc     |       | DVD    | Maire de Catillon-sur-Sambre                                              |
| 05 |           | Hervé Brouillard    | HOR   | HOR    | Adjoint au maire de Saint-Saulve                                          |
| 06 |           | Martine Arlabosse   | HOR   | HOR    | Conseillère départementale, adjointe au maire de Malo-les-Bains           |
| 07 |           | Franz Quatreboeufs  | MoDem | MDM    | Conseiller municipal de Douai                                             |
| 08 |           | Caroline Lubrez     |       | DVD    | Conseillère régionale                                                     |
| 09 |           | Hervé Delva         | HOR   | HOR    | Conseiller municipal d'Hazebrouck                                         |
| 10 |           | Sylvie Gilme        | HOR   | HOR    | Adjointe au maire d'Halluin                                               |
| 11 |           | Luc Brouta          | MoDem | MDM    | Adjoint au maire de Bouchain                                              |
|    |           |                     |       |        |                                                                           |
| 12 |           | Sylvie Desmarescaux |       |        |                                                                           |
| 13 |           | Denis Collin        | HOR   | HOR    | Conseiller municipal de Caudry                                            |

### Liste Divers droite conduite par Dany Wattebled
| N° | Candidats | Candidats                 | Parti | Nuance | Principales fonctions                                                        |
| -- | --------- | ------------------------- | ----- | ------ | ---------------------------------------------------------------------------- |
| 01 |           | Dany Wattebled            |       | DVD    | Sénateur sortant                                                             |
| 02 |           | Marie-Claude Lermytte     |       | DVD    | Conseillère régionale, maire de Brouckerque                                  |
| 03 |           | Christophe Dumont         |       | DVD    | Maire de Sin-le-Noble                                                        |
| 04 |           | Marjorie Gosselet-Cambrai |       | DVD    | Maire de Niergnies                                                           |
| 05 |           | Damien Castelain          |       | DVD    | Président de la Métropole européenne de Lille, maire de Péronne-en-Mélantois |
| 06 |           | Liliane André             |       | DVD    | Maire d'Artres                                                               |
| 07 |           | Sébastien Seguin          |       | DVD    | Maire d'Avesnes-sur-Helpe                                                    |
| 08 |           | Josiane Suleck            |       | DVD    | Maire de Rousies                                                             |
| 09 |           | Pierre Griner             |       | DVD    | Maire de Quiévrechain                                                        |
| 10 |           | Hélène Moeneclaey         | HOR   | HOR    | Maire de Lompret                                                             |
| 11 |           | Christian Poiret          |       | DVD    | Président du conseil départemental                                           |
|    |           |                           |       |        |                                                                              |
| 12 |           | Barbara Coevoet           | UDI   | UDI    | Conseillère départementale, adjointe au maire de Wasquehal                   |
| 13 |           | Jean-Pierre Decool        |       | DVD    | Sénateur sortant                                                             |

### Liste Renaissance conduite par Frédéric Marchand
| N° | Candidats | Candidats             | Parti | Nuance | Principales fonctions                  |
| -- | --------- | --------------------- | ----- | ------ | -------------------------------------- |
| 01 |           | Frédéric Marchand     | RE    | REN    | Sénateur sortant                       |
| 02 |           | Geneviève Mannarino   | RE    | REN    | Conseillère municipale de Valenciennes |
| 03 |           | Michel Delepaul       |       | DVD    | Maire de Bois-Grenier                  |
| 04 |           | Élisabeth Gressier    | RE    | REN    | Maire de Strazeele                     |
| 05 |           | Philippe Loyer        | RE    | REN    | Maire de Noyelles-sur-Escaut           |
| 06 |           | Danièle Bele          |       | DVG    | Conseillère municipale de Dunkerque    |
| 07 |           | Emmanuel Cherrier     |       | DVG    | Adjointe au maire de Denain            |
| 08 |           | Hélène Levrez         | RE    | REN    | Adjointe au maire d'Haussy             |
| 09 |           | Dominique Baert       | RE    | REN    | Maire de Wattrelos                     |
| 10 |           | Joëlle Bouttefeux     | RE    | REN    | Adjointe au Maire d'Anor               |
| 11 |           | Jean-René Lecerf      |       | DVD    | Président de la CNSA                   |
|    |           |                       |       |        |                                        |
| 12 |           | Élise Dormion-Roussez |       | DVD    | Adjointe du maire d'Hazebrouck         |
| 13 |           | Yves Dusart           |       | DVD    | Maire de Saint-Saulve                  |

### Liste La France insoumise conduite par Ugo Bernalicis
| N° | Candidats | Candidats          | Parti | Nuance | Principales fonctions                         |
| -- | --------- | ------------------ | ----- | ------ | --------------------------------------------- |
| 01 |           | Ugo Bernalicis     | LFI   | FI     | Député                                        |
| 02 |           | Célia Pereira      | LFI   | FI     |                                               |
| 03 |           | Patrick Kolebacki  | LFI   | FI     |                                               |
| 04 |           | Laurence Lejeune   | LFI   | FI     | Adjointe au maire de Faches-Thumesnil         |
| 05 |           | Antoine Marszalek  | LFI   | FI     | Conseiller municipal LFI de Villeneuve-d'Ascq |
| 06 |           | Aurélie Stamper    | LFI   | FI     | Conseillère municipale de La Bassée           |
| 07 |           | Saïd Amer-Ouali    | LFI   | FI     |                                               |
| 08 |           | Laetitia Flament   | LFI   | FI     | Conseillère municipale de Merville            |
| 09 |           | Hervé Walraeve     | LFI   | FI     | Conseiller municipal de Godewaersvelde        |
| 10 |           | Ophélie Delneste   | LFI   | FI     |                                               |
| 11 |           | Nicolas Heyn       | LFI   | FI     |                                               |
|    |           |                    |       |        |                                               |
| 12 |           | Ghislaine Beauvois | LFI   | FI     | Conseillère municipale de Mons-en-Barœul      |
| 13 |           | Raphaël Brice      | LFI   | FI     | Conseiller municipal de Fenain                |

### Liste Divers conduite par Luc Waymel
| N° |  | Candidats          | Parti | Nuance | Principales fonctions                    |
| -- |  | ------------------ | ----- | ------ | ---------------------------------------- |
| 01 |  | Luc Waymel         | SE    | DIV    | Ancien maire de Drincham                 |
| 02 |  | Catherine Lefebvre |       | DVD    | Maire de Beaucamps-Ligny                 |
| 03 |  | Henri Quoniou      |       | DVG    | Maire de Saint-Souplet                   |
| 04 |  | Elisabeth Longuet  |       | DVG    | Adjointe au maire de Dunkerque           |
| 05 |  | Jean-Marie Allain  |       | DVG    | Maire de Marpent                         |
| 06 |  | Laurence Ribes     | UDI   | UDI    | Maire de Montay                          |
| 07 |  | Jean-Marc Renard   |       | DVD    | Adjoint au maire de Marcq-en-Ostrevent   |
| 08 |  | Annie Avé Delattre |       | DVD    | Maire de Wasnes-au-bac                   |
| 09 |  | Pascal Mompach     |       | DVD    | Maire de Doignies                        |
| 10 |  | Elizabeth Boulet   |       | DVD    | Maire de Méteren                         |
| 11 |  | Joel Devos         |       | DVD    | Maire de Steenwerck                      |
|    |  |                    |       |        |                                          |
| 12 |  | Thérèse Ledieu     |       | DVD    | Adjointe au maire de Forest-en-Cambrésis |
| 13 |  | Alain Bos          |       | DVD    | Maire de Wahagnies                       |

### Liste Les Républicains conduite par Marc-Philippe Daubresse
| N° | Candidats | Candidats               | Parti | Nuance | Principales fonctions                                   |
| -- | --------- | ----------------------- | ----- | ------ | ------------------------------------------------------- |
| 01 |           | Marc-Philippe Daubresse | LR    | LR     | Sénateur sortant                                        |
| 02 |           | Brigitte Lherbier       | LR    | LR     | Sénatrice sortante, conseillère municipale de Tourcoing |
| 03 |           | Samuel Bever            | LR    | LR     | Maire d’Houtkerque                                      |
| 04 |           | Marie-Sophie Lesne      | LR    | LR     | Vice-présidente du conseil régional, maire du Quesnoy   |
| 05 |           | Mickaël Hiraux          | LR    | LR     | Conseiller départemental, maire de Fourmies             |
| 06 |           | Anne-Sophie Boisseaux   | LR    | LR     | Conseillère régionale, conseillère départementale       |
| 07 |           | Salvatore Di Vita       | LR    | LR     | Conseiller municipal de Valenciennes                    |
| 08 |           | Marie-Paule Rousselle   |       | DVD    | Conseillère départementale, maire de Bersillies         |
| 09 |           | Jeremy Durand           | UDI   | UDI    | Conseiller municipal d’Aniche                           |
| 10 |           | Celine Plateel-Thuin    |       | DVD    | Adjointe au maire de Marly                              |
| 11 |           | Hervé Saison            | LR    | LR     | Maire d’Hondschoote                                     |
|    |           |                         |       |        |                                                         |
| 12 |           | Margaret Connell        | LR    | LR     | Adjointe au maire de Roubaix                            |
| 13 |           | Christian Mathon        |       | DVD    | Maire de Capinghem                                      |

### Liste Extrême droite conduite par Stéphane Maurice
| N° | Candidats | Candidats         | Parti    | Nuance | Principales fonctions           |
| -- | --------- | ----------------- | -------- | ------ | ------------------------------- |
| 01 |           | Stéphane Maurice  | REC      | REC    | Conseiller municipal de Cambrai |
| 02 |           | Chantal Bojanek   |          | EXD    |                                 |
| 03 |           | Maxime Potelle    | RN       | EXD    |                                 |
| 04 |           | Sylvie Drappi     | REC      | REC    |                                 |
| 05 |           | Gérard Philippe   | REC      | REC    |                                 |
| 06 |           | Virginié Crié     |          | EXD    |                                 |
| 07 |           | Roland Bouvard    |          | EXD    |                                 |
| 08 |           | Eugénie Madeleine |          | EXD    |                                 |
| 09 |           | Michel Delannoy   | REC      | EXD    |                                 |
| 10 |           | Sylvie Lenotte    |          | EXD    |                                 |
| 11 |           | Lucien Menu       |          | EXD    |                                 |
|    |           |                   |          |        |                                 |
| 12 |           | Christine Troia   | CNIP-REC | REC    |                                 |
| 13 |           | Hugues Sion       | REC      | EXD    |                                 |

## Résultats
| Tête de liste | Tête de liste            | Liste                        | Voix  | %     | Élus | +/-           |
| --- | ------------------------ | ---------------------------- | ----- | ----- | ---- | ------------- |
| | Dany Wattebled           | Divers droite (HOR - UDI)    | 889   | 15,60 | 2    | 1             |
| Le Nord au Sénat |                          |                              | 889   | 15,60 | 2    | 1             |
| | Patrick Kanner           | Parti socialiste             | 810   | 14,21 | 2    | en stagnation |
| A vos côtés, Servir et Agir, Ensemble |                          |                              | 810   | 14,21 | 2    | en stagnation |
| | Éric Bocquet             | Parti communiste français    | 639   | 11,21 | 2    | en stagnation |
| L'humain d'abord ! Au cœur de la République |                          |                              | 639   | 11,21 | 2    | en stagnation |
| | Marc-Philippe Daubresse  | Les Républicains             | 472   | 8,28  | 1    | 1             |
| Redonnons le pouvoir d'agir à nos élus locaux, soutenue par Les Républicains, majorité sénatoriale                                                           |                          |                              | 472   | 8,28  | 1    | 1             |
| | Guislain Cambier         | Divers droite (UDI)          | 472   | 8,28  | 1    | Nouv.         |
| Engagés pour nos territoires |                          |                              | 472   | 8,28  | 1    | Nouv.         |
| | Joshua Hochart           | Rassemblement national       | 433   | 7,60  | 1    | 1             |
| Au service des communes pour défendre le Nord |                          |                              | 433   | 7,60  | 1    | 1             |
| | Franck Dhersin           | Divers droite (HOR - MoDem)  | 407   | 7,14  | 1    | Nouv.         |
| Le Nord pour Horizon(s) |                          |                              | 407   | 7,14  | 1    | Nouv.         |
| | Olivier Henno            | Divers droite (UDI - LR)     | 320   | 5,61  | 1    | 1             |
| Les élus, notre priorité pour les villages, villes et terroirs du Nord - La Liberté de choisir - Liste de la majorité sénatoriale, de la Droite et du Centre |                          |                              | 320   | 5,61  | 1    | 1             |
| | Céline Scavennec         | Écologiste (EELV - G.s - GÉ) | 315   | 5,53  | 0    | en stagnation |
| L'Ecologie des territoires |                          |                              | 315   | 5,53  | 0    | en stagnation |
| | Frédéric Marchand        | Renaissance                  | 294   | 5,16  | 0    | 1             |
| Le Nord au coeur : la voix des territoires |                          |                              | 294   | 5,16  | 0    | 1             |
| | Martine Filleul          | Divers gauche (PS - PRG)     | 292   | 5,12  | 0    | en stagnation |
| L’Alliance des territoires du Nord |                          |                              | 292   | 5,12  | 0    | en stagnation |
| | Luc Waymel               | Divers (UDI)                 | 126   | 2,21  | 0    | en stagnation |
| Passion territoires 59 |                          |                              | 126   | 2,21  | 0    | en stagnation |
| | Marie-Hélène Quatrebœufs | Divers droite (UDI - LR)     | 105   | 1,84  | 0    | en stagnation |
| Du bon sens pour le Nord |                          |                              | 105   | 1,84  | 0    | en stagnation |
| | Ugo Bernalicis           | La France insoumise          | 91    | 1,60  | 0    | en stagnation |
| Nord Union populaire écologique et sociale |                          |                              | 91    | 1,60  | 0    | en stagnation |
| | Stéphane Maurice         | Extrême droite (REC - CNIP)  | 31    | 0,54  | 0    | en stagnation |
| S'unir pour l'avenir du Nord |                          |                              | 31    | 0,54  | 0    | en stagnation |
| | Jean Meurisse            | Divers droite (RES)          | 4     | 0,07  | 0    | en stagnation |
| Le nord authentique |                          |                              | 4     | 0,07  | 0    | en stagnation |
| |                          |                              |       |       |      |               |
| Suffrages exprimés | Suffrages exprimés       | Suffrages exprimés           | 5 700 | 98,17 |      |               |
| Votes blancs | Votes blancs             | Votes blancs                 | 68    | 1,17  |      |               |
| Votes nuls | Votes nuls               | Votes nuls                   | 38    | 0,65  |      |               |
| Total | Total                    | Total                        | 5806  | 100   | 11   | en stagnation |
| Abstention | Abstention               | Abstention                   | 86    | 1,46  |      |               |
| Inscrits / participation | Inscrits / participation | Inscrits / participation     | 5 892 | 98,54 |      |               |